# Desno Trebarjevo
Desno Trebarjevo – wieś w Chorwacji, w żupanii sisacko-moslawińskiej, w gminie Martinska Ves. W 2011 roku liczyła 334 mieszkańców.